# 에픽 레코드
에픽 레코드(영어:  Epic Records)는 미국의 대형 음반사이다. 현재 소니 뮤직 엔터테인먼트의 산하레이블이다. 1953년부터 재즈, 컨트리 뮤직, 락큰롤을 기반으로 설립됐으며, 현재는 모든 장르를 다루고 있다.

## 소속 아티스트

### 1950년대 ~ 1960년대
- 로이 해밀턴
- 바비 빈턴
- 데이브 클라크 파이브(The Dave Clark Five)
- 홀리스(The Hollies)
- 태미 위넷(Tammy Wynette)
- 도너번(Donovan)
- 야드버즈(The Yardbirds)
- 룰루(Lulu)
- 제프 벡

### 60년대 ~ 70년대
- 슬라이 앤 패밀리 스톤(Sly & the Family Stone) (66)
- 찰리 리치 (67)
- 에드거 윈터 (70)
- teve Vai (70-present)
- REO 스피드왜건 (71)
- 제프 벡 그룹(The Jeff Beck Group) (71)
- 조니 내시 (72)
- 아바 (영국) (72)
- 아이슬리 브라더스(The Isley Brothers) (73)
- Ted Nugent (75)
- Boston (76)
- Heart (on sister label Portrait Records) (76)
- 치프 트릭(Cheap Trick, 76)
- 더 클래시 (76)
- 찰리 대니얼스
- 잭슨 파이브(더 잭슨스)

### 1980년대 ~ 1990년대
- 미트 로프(Meat Loaf)
- 애덤 앤트
- 컬처 클럽
- 스티비 레이 본
- 일렉트릭 라이트 오케스트라
- 오지 오스본
- 랜디 로즈
- 유럽
- 세이드(Sade)
- 루서 밴드로스
- 글로리아 에스테판
- 신디 로퍼
- 제시카 심슨
- 샤키라
- 피오나 애플
- 제니퍼 로페즈
- 맨디 무어
- 마이클 잭슨

### 1990년대 ~ 현재
- Avril Lavigne
- 램 오브 갓
- 너태샤 베딩필드
- Menudo
- 브랜디
- Anastacia
- Alexz Johnson
- 프레이(The Fray)
- 인큐버스(Incubus)
- Alkaline Trio
- 소셜 디스토션(Social Distortion)
- 모디스트 마우스
- 굿 샬럿
- Live
- Boxer
- AC/DC
- 키스
- 듀란 듀란
- 레이지 어게인스트 더 머신
- Kat DeLuna, Chevelle
- Editors
- Prong
- 펄 잼
- Sara Bareilles
- Suicidal Tendencies
- 메이시 그레이
- B*Witched (via Glowworm Records)
- 본 석스 앤 하모니(via Ruthless Records)
- 토리 아모스
- 니콜 베넷
- 터네이셔스 D
- 파이어하우스
- 셀린 디온
- Low Vs Diamond
- 화이트 타이 어페어
- Vedera
- Augustana
- Margot & The Nuclear
- 트래비스
- 에이브릴 라빈
- 피프스 하모니
- 21Savage
- 카밀라 카베요
- 머라이어 캐리
- 몬스타엑스
- Zara Larsson

## 에픽 레코드의 주요인물
- 어맨다 고스트(Amanda Ghost) - 에픽 레코드의 사장
- 닉 래피얼(Nick Raphael) - 에픽 UK 레코드 감독&매니저
- 조 채링턴(Jo Charrington) - 에픽 UK의 사장

## 같이 보기
- 에픽 레코드 재팬